# 王霸
王霸（おうは）は、中国、唐末の農民反乱指導者黄巣が建てた私年号。
878年 - 880年。

## 西暦との対照表
| 王霸 | 元年  | 2年   | 3年   |
| 西暦 | 878年 | 879年 | 880年 |
| 干支 | 戊戌  | 己亥  | 庚子  |